# Château du Paradis
Le château du Paradis est un château situé à La Croix-en-Touraine (Indre-et-Loire) et inscrit aux monuments historiques le 21 octobre 1947.